# 穿越之旅
《穿越之旅》（法語：Case départ）是一部于2011年上映的法国喜剧电影，由莱昂内尔·斯特克蒂（法語：Lionel Steketee）、法布里斯·厄部埃（法語：Fabrice Eboué）和托马斯·南吉乔尔（法語：Thomas N'Gijol）执导并主演。

## 剧情
瑞吉斯（Régis、由法布里斯·厄部埃饰演）和乔尔（Joel、由托马斯·南吉乔尔饰演）是格罗斯德西尔家族（Grosdésir）中的一对同父异母的兄弟。其中乔尔是纯黑人，处于失业之中并把自己的所有失败和贫穷都归根于针对自己的种族歧视；与之相反，瑞吉斯有混血血统，生活体面但瞧不起自己的黑人血统，而两者间的关系也十分疏远。
某天，两人被同时通知去往法属安的列斯群岛以面见他们弥留中的父亲，后者告诉瑞吉斯和乔尔，他没有什么遗物可以留给他们，除了全家族的宝藏——将他们共同的祖先从奴隶制中解放出来的自由人证书。两人却都不以为然，甚至撕毁并嘲弄这份珍贵的文件。这激怒了他们的姨妈（伊莎贝尔·德尔·卡门·索拉·蒙塔尔沃饰演）并使她施咒将二人送回了18世纪，在那里他们立刻被抓了起来并被贩卖为奴。此后，在一种《回到未来》式风格的成长故事剧情中，二人均被告知，如果他们希望回到自己原本的生活，亦或者成为更好的自己，他们就必须帮助他们被奴役的祖先们相遇并坠入爱河。

## 演员
- 法布里斯·厄部埃 – 瑞吉斯·格罗斯德西尔
- 托马斯·南吉乔尔 – 乔尔·格罗斯德西尔
- 施特菲·塞尔马 – Rosalie
- Eriq Ebouaney – Isidore
- Joséphine de Meaux – Joséphine Jourdain
- Catherine Hosmalin – Madame Jourdain
- Étienne Chicot – Monsieur Jourdain
- Blanche Gardin – Corinne
- Nicolas Marié – The Mayor
- Franck de la Personne – The Priest
- David Salles – M Henri
- Doudou Masta – Neg' Marron's Chief